# Cristal (portugiesisches Bier)
Cristal ist ein Bier aus Portugal, das seit 1890 gebraut wird. Es ist damit die älteste noch bestehende portugiesische Biermarke. Auch in der ehemaligen portugiesischen Kolonie Angola wird Cristal gebraut und gehört dort zu den beliebtesten Bieren.

## Geschichte
Das Cristal wurde 1890 von der Companhia União Fabril Portuense das Fábricas de Cerveja e Bebidas Refrigerantes (CUFP) eingeführt, die durch Zusammenschluss verschiedener Brauereien in Porto im gleichen Jahr neu entstanden war. Auch nach Einführung des Super Bock 1927 und dessen Erfolg blieb das Cristal ein beliebtes Bier des Unternehmens, das im Norden Portugals vertrieben wurde. Die CUFP wurde 1977, im Zuge verschiedener Verstaatlichungen nach der Nelkenrevolution, mit drei anderen Unternehmen zur Unicer zusammengeschlossen. Noch im gleichen Jahr 1977 wurden zwei Biere der Unicer international ausgezeichnet, Cristal und Super Bock, beide mit je einer Goldmedaille bei der Monde Selection de la Qualité in Luxemburg.
Seit 1982 wird Cristal, das bis dahin nur im Norden Portugals angeboten wurde, im ganzen Land vertrieben. 1988 wurde die Unicer in eine Aktiengesellschaft umgewandelt und bis 1990 vollständig privatisiert. Sie ist heute im Besitz der dänischen Carlsberg-Brauerei (ca. 44 %) und portugiesischer Unternehmen. Bis heute wird Cristal von der Unicer in ihrem Brauzentrum in Leça do Balio bei Porto gebraut, seit Mitte der 2010er Jahre zusätzlich auch in der Unicer-Fabrik in Cabire (Kreis Ícolo e Bengo), nahe der angolanischen Hauptstadt Luanda.

## Sorten
- Cristal Branca: ein helles, nach Pilsner Art gebrautes Bier mit 5,1 % Alkohol (Zutaten: Wasser, Gerstenmalz, Mais und Gerste, Hopfen)
- Cristal Preta: ein von Münchner Dunkelbier inspiriertes, dunkles Bier mit 4,2 % Alkohol (Zutaten: Wasser, Gerstenmalz, Mais und Gerste, Zucker, Hopfen)
- Cristal Weiss: ein vorübergehend hergestelltes, nicht mehr angebotenes helles Bier